# プリムス・ロードランナー
ロードランナー（Road Runner ）は、クライスラー（現:ステランティス）のプリムスブランドから販売された乗用車である。当時ブームに乗って高級化して行ったマッスルカーを、若年層を呼び戻すために徹底したコスト削減を行い販売価格を安価な設定に戻したことが特徴であった。

## 概要
1960年代後半、当時ブームとなっていたマッスルカー達は本来比較的安価な価格設定であったが、多くのオプションが追加されることで高級、高価格となっていき、それぞれのルーツとなった車から独立していった。それに伴い、マッスルカーは若年層には手の届かない存在へと変貌を遂げつつあった。プリムスはGTXというハイパフォーマンス車をラインナップしていたが、ブランドカラーからは外れた価格帯であり、販売が伸び悩んでいた。
そこで、0-400mを14秒の速さで走ることができ、3,000ドルより安価な価格で販売できる若者向けの車を開発することになり、その結果誕生したのがロードランナーであった。プリムス内での位置づけとしてはハイエンドモデルのベルベディアとエントリーモデルのサテライトの間を埋めるマッスルカーとして企画された。
徹底したコスト削減を行い、ベースモデルで2,980ドルという価格で販売されたロードランナーは目論見どおり大ヒットした。ロードランナーの成功はより高級なGTXをも追い越し、やがてプリムスのラインナップに混乱を起こさせることとなる。
しかしオイルショック等を経てマッスルカーブームが沈静化すると淘汰されていき、最終的にロードランナーは単なるパッケージ・オプションとなり、1980年代初頭にはラインナップから消えた。

## 初代（1968年 - 1970年）
ロードランナーは1964年にコンセプトカーを発表、市販モデルが1968年に誕生した。ボディについてはコンセプトカーの時点ではハードトップのルーフをカットしたような形状のコンバーチブル･モデルであったが、市販モデルはクーペ、ハードトップとなった。ベースとなったB-プラットホームは、基本に戻ってマッスルカーを造るために用意したものであったが、ベルベディアやサテライト、GTXと同じであり、その素性は確かなものであった。
マッスルカーにとって必須用件であるパフォーマンスと走安性に必要なサスペンションなどの部位はすべて強化され、性能は大きく向上していた。一方で、走りに影響しない部分はほとんどが無視された。パワーステアリング、パワーブレーキは装備されず、またインテリアにおいてはカーペットさえなく、内部は質素であった。しかし、これらの装備は標準では用意されていないだけであり、ほとんどがオプションを追加することで利用することができた。
プリムスは車名にちなみ、ワーナー・ブラザースに50,000ドルを支払い、ルーニー・テューンズのキャラクター「ロードランナー」をマスコットに採用しコラボレーションした。それと同時に、漫画で登場したキャラクターの鳴き声「ミッミッ（Beep Beep）」を模倣したホーン（クラクション）を標準装備として使う契約を行った。発売時に流れたテレビCMはワーナー製作のアニメーションであった。
簡素な構成のロードランナーであったがエンジンだけは豪華で、標準モデルでは383キュービックインチ(cui)（6.3L）スーパーコマンドV8が用意された。
さらに追加オプションで714ドル払えば、426cuiヘミエンジンを選択することもできた。低重心な構成と相まって、6人乗りのロードランナーは1/4マイルを169km/h、13.4秒で走行することができた。これは当時のマッスルカーにおいて、ロードランナーが最適なエンジン、プラットホームの組み合わせを達成した1台であることを証明している。
プリムスは、1968年におよそ2,000台の販売を予想していたが、安価な設定とそのパフォーマンスから実際の売上はおよそ5,000台を数え大きなヒットとなった。
1969年モデルは、基本的な外観を保ちながらわずかに変化が加えられた。年次更新とともに、ロードランナーにコンバーチブル・オプションが新たに設定された。しかし、コンバーチブルの生産台数はわずか2000台に留まり、さらにオプションのヘミエンジンを選択したのはその内たったの9台であった。383Cuiエンジンがロードランナーの標準設定とされたまま、オプションとして新たに440cuiエンジンに3つの2バレル・キャブレター追加した「440-6バレル」がこの年の中頃、ラインナップに加えられた。ヘミよりも安価なエンジンを搭載したこの6バレル・ロードランナーは、非常に質素な構成でホイールカバーもホイールキャップも取り付けられていなかった。しかしその440エンジンは390馬力を生じ、コストパフォーマンスは相対的に良好であった。安価な440cuiの6バレルはパフォーマンス特性には大きな違いがあるものの、426cuiのヘミエンジンと、少なくともハイウェイの巡航速度ではほとんど同じくらい速かった。
1970年の年次更新では、外観が小変更された。新しいフロント・エンドとリア・エンドは、基本的な1969年のボディ維持したままとなっており、これはデザインが一つの成功であったことがわかる。1970年のロードランナーとGTXは変わらず魅力的で人気な車であり続け、エンジンラインアップは、不変のままにされた。

## 2代目（1971年 - 1974年）
1971年、ロードランナーはモデルチェンジする。クーペの車体は、急傾斜で傾斜したフロントガラス、隠れたカウルと深いフロント・グリルとヘッドライトを含め、当時のクライスラー・スタイルのトレンドに合わせてより丸いボディデザインに変えられた。また、2ドアハードトップとコンバーチブルは廃止された。モデルチェンジしたロードランナーは前のモデルのようなパフォーマンスを持った車ではなく、また、新しく制定された排気ガス規則のため大きなパワーダウンを余儀なくされた。
1972年モデルは、小変更が行われただけで、1971年モデルとほとんど同一であった。グリルはジェットエンジン吸気口のようなデザインとなり、テールライトは丸くなり、グリルの新しいエアロダイナミクスな外観にマッチするよう、より高い位置にされた。1971年モデルとの大きな違いは、エンジンであった。ビッグ・ブロック383Cuiバージョン、当初オプションであったスモール・ブロック340バージョンが、ラージ・ボア400と乗せ換えられた。また、初めて、4バレルのキャブレター付き440CIDエンジンが搭載可能となった。このエンジンは、GTXパッケージとして、1972年から1974年までロードランナーで利用可能であった。しかしこれら全てのエンジンの実力は、新しいSAEネット測定システムでは非常に低いパワーとして計測された。ロードランナーを象徴していた426ヘミは1972年に搭載が中止された。そして、5台の440-6バレルエンジンが生産された。
1973年-1974年のモデルは、デザインの小変更が行われ、ボンネットの前方に突出するフロント・フェンダーでスタイリングであった。1973年-1974年モデルのベースエンジンは、クライスラー318CID-V8となったが、デュアル・エグゾーストは、まだ標準装備であった。車重に対してエンジンのパワーが大きく劣っており、このエンジンを搭載したロードランナーの1/4マイルのタイムラップは、もはやマッスルカーの地位からはかけ離れたものであった。
1972年以後、440Cuiエンジンの4速車は、製造されなかった。400は4速で提供される最大のエンジンで、340Cui（1973年）と360Cui（1974年）エンジンを搭載することも可能であった。440は1973年と1974年にまだ搭載できたが、727台のオートマチック車と組み合わされた。

## 3代目（1975年）
1975年モデルは、新しく設計されたよりフォーマルな外観のB-ボディのモデルであるフューリーをベースとした。
当時選択できた最大のエンジンは、その時400（デュアルエグゾーストが廃止されて、190馬力）であった。このプリムス最強のエンジン（440）は、警察モデル用に販売が制限された。ベースモデルはやがてサテライトからフューリーに変わったが、ロードランナーはB-ボディのままであった。

## 4代目（1976年 - 1980年）
1976年にロードランナーはモデルチェンジを果たしたが、従来より小型なA-ボディのヴァリアント/ダスター・シリーズの2ドアモデル版として切り替えられた。ベースはヴォラーレで、使用されていたプラットフォームはF-プラットホームであった。姉妹車にはダッジ・アスペンがいる。だが、結局モデルチェンジしたロードランナーはベースとなったヴォラーレと全く同一のボディであり、ヴォラーレの小奇麗なグラフィックスパッケージという位置付けにすぎなかった。しかしサスペンション等の多くのパーツはヴァリアントの警察パッケージから流用されたことで、パフォーマンスは差別化された。
エンジンラインナップは先代までと同様幅広かったが、145馬力の318Cid-V8が普及帯のエンジンであった。360Cuiエンジンはオプションとして提供されたが、3速オートマチックと組み合わされただけであった。そのため360Cuiのパワードモデルは潜在的には立派なパフォーマーであったが、ラインナップ全体としてのパフォーマンスは抑え続けられ、ついに1979年までに225-Cui(スラント6)が標準となった。結局ロードランナーはヴォラーレと統合されて車種整理された後、1980年の製造中止までヴォラーレのグレードの一部として存続し続けた。

## 受賞歴
- 1969年 モータートレンド・カー・オブ・ザ・イヤー